# Geneva (書体)
Geneva は、スーザン・ケアがApple ComputerのMacintoshのためにデザインしたグロテスク・サンセリフ書体である。

## 歴史
以前はSystemと呼ばれた旧Mac OSの時代から2020年のmacOS Big Surに至るまで、継続してMacintoshのオペレーティングシステムに搭載されている最も古いフォントの一つ。オリジナルのバージョンはビットマップフォントだったが、後にクリス・ホームズとチャールズ・ビゲロウが手掛けたTrueType版のアウトラインフォントが作成された。
TrueType版はやや形状が異なるが、Genevaはもともとライノタイプが保有する著名な書体Helveticaを再設計したものである。
初期のMacintoshのフォントにはみな都市名がつけられていたが、Genevaはスイス第二の都市ジュネーブにちなむ。オリジナルのHelveticaをデザインしたマックス・ミーディンガーはスイス人で、Helveticaはスイスのラテン語名によるものである。

## 特徴
ビットマップ版の外観はサイズによって異なっており、低解像度ディスプレイでの視認性を高めるため、小さいサイズでは、小文字のi、j、lは上部にセリフがあり、小文字のyは平行で、大文字のMの中央の角の位置はかなり高く、3は上部がフラットであった。フォントのサイズを大きくすると、これらの文字はセリフ無しの形状で表示された。
Mac OS 8.5以降のビットマップ版では、小文字のi、j、lのセリフが削除され、小文字のyはTrueType版のように角度がついたものになったが、3の頂部はフラットのままであった。ビットマップ版は現在のTerminalでも利用可能。

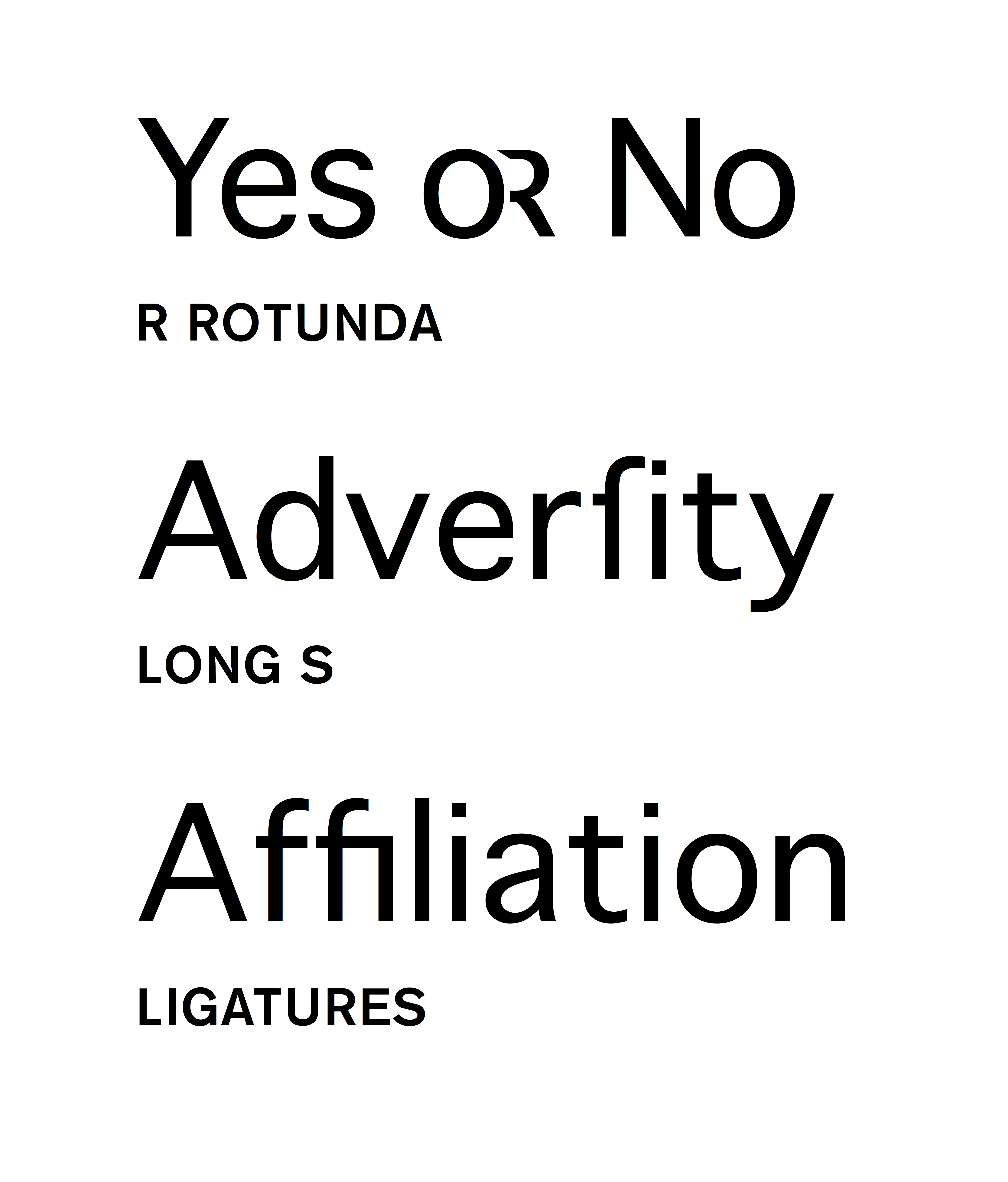
Genevaのlong sとR rotundaは中世の書物の伝統に由来している。

現在のGenevaには、ネオグロテスクの書体としては珍しく基本的な合字のセットと、古風な"long s"と"R rotunda"が含まれている。
GenevaはApple製品のみに搭載され他のプラットフォームでは使用できないが、類似のフォントにはVerdana、Microsoft Sans Serif、Arialなどがある。
1992年の携帯情報端末、Apple NewtonにはGenevaの派生フォント「Simple」が搭載されていた。